# فتالیتی (مورتال کامبت)
فیتالیتی یا فتالیتی (به انگلیسی: fatality) نام یکی از حرکات ویژه تمام کننده در سری بازی‌های ویدیویی مورتال کمبت (Mortal Kombat) است که با خشونت زیادی همراه است و همواره یکی از دلایل محبوبیت بالای این مجموعه بازی هاست. در موقعیتی خاص در بازی که بازیکن، حریف خود را شکست داده‌ است و فرصت دارد در عرض چند ثانیه‌ای که حریف خود بعد از اتمام جان در حالت گیجی است این حرکت را اجرا کند که با زدن چند دکمه پیاپی که معمولا برای هر شخصیت بازی متفاوت است، فیتالیتی خود را می‌تواند اجرا کند.
فیتالیتی‌های همه شخصیت‌ها یکسان نیست و هر شخصیت بازی بر اساس مهارت و ویژگی منحصر به فردی که دارد آن را اجرا می کند.
شخصیت‌ها معمولا دارای دو فیتالیتی یا بیشتر هستند که با نابود کردن اساسی حریف از جمله بریدن و کندن سر و جداسازی بخش‌های مختلف بدن که در نهایت به مرگ او اشاره دارد ختم می شود.

## مفهوم
ریشه مفهوم فتالیتی در چندین رسانه خشن ورزش‌های رزمی آسیا ریشه گرفته‌است. در فیلم جنگجوی خیابانی (۱۹۷۴)، سونی چیبا، یک فیلم رزمی ژاپنی، حرکات پایان دادن به مرگ اشعه ایکس را انجام می‌دهد، که در آن زمان به عنوان یک حیله برای تمایز آن از سایر فیلم‌های رزمی شناخته می‌شد.

## سیستم فینیشرها در سری مورتال کامبت
فینیشرهای مرگبار (Fatalities)  
- هر شخصیت فینیشر منحصربه‌فردی دارد که باید از فاصله مشخصی اجرا شود:  
  - نزدیک (درست کنار حریف)  
  - متوسط (یک یا دو قدم فاصله)  
  - دور (به اندازه یک پرش)   

انواع فینیشرهای جایگزین:  
1. حیوان‌نمایی (Animality)  
   - شخصیت به یک حیوان تبدیل شده و حریف را تکه‌تکه می‌کند.  
   - اولین بار در مورتال کامبت ۳ معرفی شد.  
2. نوزادنمایی (Babality)  
   - حریف شکست‌خورده به یک نوزاد تبدیل می‌شود!  
   - از مورتال کامبت ۲ اضافه شد.  
3. وحشی‌گری (Brutality)  
   - در مورتال کامبت تریلوژی معرفی شد: یک کامبوی چندضربه‌ای که حریف را منفجر می‌کند.  
   - در نسخه‌های جدیدتر، با اجرای حرکت خاصی فعال می‌شود.  
4. تله‌های مرگ (Death Traps)  
   - فقط در مورتال کامبت: آرماجدون: کشتن حریف با استفاده از عناصر محیطی در هر لحظه از بازی.  
5. کشتن گروهی (Multality)  
   - ویژه مورتال کامبت: راهبان شائولین: اجرای فینیشر روی چند دشمن به طور همزمان.  
6. مرگ خودخواسته (Hara-Kiri)  
   - در مورتال کامبت: دیسپشن: بازنده به جای کشته شدن توسط حریف، خودکشی می‌کند!  
7. بخشش (Mercy)  
   - امکان بخشیدن حریف به جای کشتن او.  
8. دوستی (Friendship)  
   - پایان مسابقه به روشی دوستانه!  
9. فینیشر مرحله‌ای (Stage Fatality)  
   - کشتن حریف با استفاده از محیط (مثل افتادن در استخر اسید یا برخورد با قطار مترو).   

فینیشرهای خاص و جالب:  
- فینیشر فصلی (Seasonal Fatality)  
  - در مورتال کامبت ۱ (۲۰۲۳): فینیشرهای مخصوص تعطیلات (مثل هالووین یا کریسمس).  
- فرگالیته (Fergality)  
  - ویژه نسخه سگا جنسیس از MK2: رایدن حریف را به "فرگوس مک‌گاورن" (از توسعه‌دهندگان بازی) تبدیل می‌کند!  
- کویتالیته (Quitality)  
  - در مورتال کامبت ایکس: اگر بازیکن آنلاین وسط بازی اتصال را قطع کند، شخصیتش خودکشی می‌کند!  
- فینیشر سفارشی (Kreate-A-Fatality)  
  - در آرماگدون: بازیکنان می‌توانند فینیشر خود را با ترکیب حرکات بسازند.  
مورتال کامبت همیشه با خلاقیت در مرگ‌های خشن و متنوع، گیمرها را شوکه کرده است!

## تاریخچه
منشأ الهام از رسانه‌های آسیایی  
- فیلم «استریت فایتر» (۱۹۷۴) با بازی سوننی چیبا:  
  - صحنه‌های «فینیشر اشعه ایکس» که در آن زمان به عنوان یک ترفند برای متمایز کردن فیلم استفاده شد.  
- مانگا و انیمه «مشت ستاره شمالی» (Fist of the North Star):  
  - شخصیت اصلی (کنشیرو) با ضربه به نقاط فشار، باعث انفجار سر و بدن حریفان می‌شد.  
- مانگا و فیلم «داستان ریکی» (Riki-Oh / Story of Ricky - 1991):  
  - صحنه‌های خشونت‌آمیز مشابه فینیشرهای بعدی مورتال کامبت.  
تأثیر بر صنعت بازی‌های ویدیویی  
- خشونت بی‌سابقه در مورتال کامبت (۱۹۹۲) منجر به تشکیل سیستم رده‌بندی ESRB شد.  
- این ایده الهام‌بخش بازی‌های دیگری مانند:  
  - Killer Instinct  
  - Gears of War  
  - War Gods  
  - ClayFighter  

## توسعه فینیشرها در مورتال کامبت
نحوه شکل‌گیری ایده  
- اد بون و جان توبیاس ابتدا سیستمی شبیه به استریت فایتر ۲ طراحی کردند، اما با افزودن:  
  - خون  
  - تکنیک‌های مبارزه خشن‌تر  
  - حرکات پایانی مرگبار (برخلاف بازی‌های سنتی که بازنده فقط بیهوش می‌شد).  
دو روایت متفاوت از خلق فینیشرها:  
۱. روایت اد بون:  
   - شروع با ایده «ضربه آزاد» به حریف گیج در پایان مسابقه.  
   - این ایده «به سرعت به چیزی خشن‌تر تبدیل شد».  
۲. روایت جان توبیاس:  
   - در ابتدا فقط شانگ تسونگ (باس نهایی) فینیشر داشت: گردن‌زدن با شمشیر.  
   - بعداً تصمیم گرفتند این امکان را به تمام شخصیت‌ها بدهند.  
   - بازخورد مثبت بازیکنان باعث شد فینیشرها به جزء اصلی سری تبدیل شوند.  
تحولات جدید در فینیشرها  
- در مورتال کامبت ۱ (۲۰۲۳)، یک قابلیت دسترسی برای افراد کم‌بینا اضافه شد:  
  - توضیح صوتیِ نحوه اجرای فینیشرها در طول بازی.  